# Discipline (Desmond-Child-Album)
Discipline ist der Titel des 1991 veröffentlichten ersten Soloalbums des US-amerikanischen Songwriters Desmond Child. In den 1970er-Jahren hatte Child mit der Band Desmond Child & Rouge zwei Alben veröffentlicht und sich anschließend fast ausschließlich auf das Songwriting für und mit anderen Künstlern konzentriert.

## Hintergrund
Desmond Child hatte ab Mitte der 1980er Jahre zahlreiche Hits für Bands wie Bon Jovi (Livin on a Prayer, You Give Love a Bad Name), Aerosmith (Dude (Looks Like a Lady)) oder Alice Cooper (Poison) geschrieben. Seine Arbeit war vielfach ausgezeichnet worden.
Für sein erstes Soloalbum schrieb er die meisten Songs allein, arbeitete aber auch mit Diane Warren und Burt Bacharach zusammen. Für die Aufnahmen konnte er bekannte Musiker wir Tony Levin (Bass) und Vinnie Colaiuta (Schlagzeug) gewinnen, weitere Musiker, die an fast allen Songs mitwirkten, waren der Gitarrist John McCurry sowie der Keyboarder CJ Vanston.
Zusätzlich wirkten bei einzelnen Titeln die Gitarristen Steve Lukather (Toto), Richie Sambora (Bon Jovi), Vivian Campbell (Def Leppard), der Schlagzeuger Tico Torres (Bon Jovi), und Joan Jett mit. Sambora war Co-Auto von zwei Titeln. Außerdem beteiligten sich die drei ehemaligen Sängerinnen von Childs Band "Desmond Child & Rouge" an dem Lied Love on a Rooftop; mit Maria Vidal nahm Child das Duett Obsession auf.  Auf der CD erschien auch seine eigene Version des Liedes  The Price of Lovin’ You, das 1989 bereits von der deutschen Hard-Rock-Band Bonfire auf dem Album Point Blanc veröffentlicht worden war.
Den letzten Titel des Albums, A Ray of Hope widmete Child seinem im Aufnahmejahr verstorbenen Bruder Joey:

A Ray of Hope was written by Don Paul Yowell who died on November 17, 1984 at the age of 31 at the height of his creative life and it is dedicated to the loving memory of my brother Joey, who died on January 15, 1991 at he age of twenty-five. The annual US budget for the education, treatment and cure of AIDS is 1.9 billion dollars. The cost of the war with Iraq was 3 billion dollars per day. There are millions infected worldwide. Pray for peace... so we can fight for a cure. Discipline.

„A Ray Hope wurde von Don Paul Young geschrieben, der am 17. November 1984 im Alter von 31 Jahren auf der Höhe seines kreativen Schaffens starb, und es ist in liebevoller Erinnerung meinem Bruder Joey gewidmet, der am 15. Januar 1991 im Alter von fünfundzwanzig Jahren starb. Das jährliche US-Budget für die Lehre, Behandlung und Heilung von AIDS beträgt 1,9 Milliarden Dollar. Die Kosten für den Krieg mit Irak betrug 3 Milliarden Dollar pro Tag. Betet für Frieden... damit wir für Heilung kämpfen können. Disziplin.“

## Titelliste
| Nr.          | Titel                           | Autor(en)              | Gastmusiker                                                                 | Länge |
| ------------ | ------------------------------- | ---------------------- | --------------------------------------------------------------------------- | ----- |
| 1.           | The Price of Lovin’ You         | Desmond Child          |                                                                             | 3:51  |
| 2.           | Discipline                      | Child / Richie Sambora | Richie Sambora, Steve Lukather, Tony Levin, Tico Torres                     | 5:07  |
| 3.           | I Don’t Wanna Be Your Friend    | Diane Warren           | Joan Jett, Steve Lukather                                                   | 4:59  |
| 4.           | Love on a Rooftop               | Child / Warren         | Steve Lukather / Maria Vidal / Myriam Valle / Diana Grasselli, Kane Roberts | 5:19  |
| 5.           | You’re the Story of My Life     | Child / Warren         | Steve Lukather / Brandon Fields                                             | 4:59  |
| 6.           | According to the Gospel of Love | Child / Sambora        | Richie Sambora, Tony Levin, Tico Torres                                     | 6:10  |
| 7.           | Do Me Right                     | Child                  | Vivian Campbell / Steve Lukather                                            | 4:20  |
| 8.           | Obsession                       | Child / Burt Bacharach |                                                                             | 5:47  |
| 9.           | The Gift of Life                | Child                  |                                                                             | 7:10  |
| 10.          | A Ray of Hope                   | Don Paul Yowell        |                                                                             | 4:56  |
| Gesamtlänge: | Gesamtlänge:                    | Gesamtlänge:           | Gesamtlänge:                                                                | 53:00 |

## Rezeption
Rock Hard schrieb über das Album, es sei nur „ein Hardrock-Randthema,“ denn die Kategorisierung "Hardrock" gehe einem „ob des Nichtvorhandenseins lauter Gitarren“ nicht leicht von der Hand. Der „erfolgreichste Heavy-Hitlieferant der letzten zehn Jahre“ spüle  „kuschelweich“ – auf der zweiten Seite der Schallplatte „gar so sehr, daß die Toleranzgrenze des durchschnittlichen Lesers dieser Postille vermutlich schon lange vor dem abschließenden A Ray Of Hope überschritten“ sein dürfe. Die zehn „schmalzbeladenen Kompositionen“ seien allerdings ein gefundenes Fressen für „Mainstream-Freunde.“ Einige Lieder seien „begnadete AOR-Softies.“ Wenn sich Desmond Child auf etwas verstehe, dann auf „charttaugliche Ohrwürmer.“ Die habe er hier „zuhauf produziert.“ Darüber hinaus erweise er sich auch als „kompetenter Sänger.“